# International Bowlplaying Association
Die International Bowlplaying Association (IBA) ist ein Sportverband mit Sitz in Cork (Irland). Er wurde 1969 in Losser (Niederlande) bei einem Boßelwettkampf durch die Losserse Klootschietersfederatie (LKF), den irischen Verband Ból Chumann na hÉireann (BC, Irish Road Bowling Association), den Friesischen Klootschießer-Verband (FKV) und den Verband Schleswig-Holsteinischer Boßler (VSHB) gegründet, um die Sportart Boßeln international zu fördern und gemeinsame Wettkämpfe abzuhalten. Den Platz der LKF hat inzwischen der Nederlandse Klootschietersbond (NKB) eingenommen. Zur Europameisterschaft 2000 wurde die Associazione Boccetta Italiana su Strada (ABIS) aus Italien als weiterer Verband aufgenommen. Das Amt des Präsidenten der IBA wird von Maurizio Della Costanza (Italien) ausgeübt.

## Boßel-Europameisterschaft

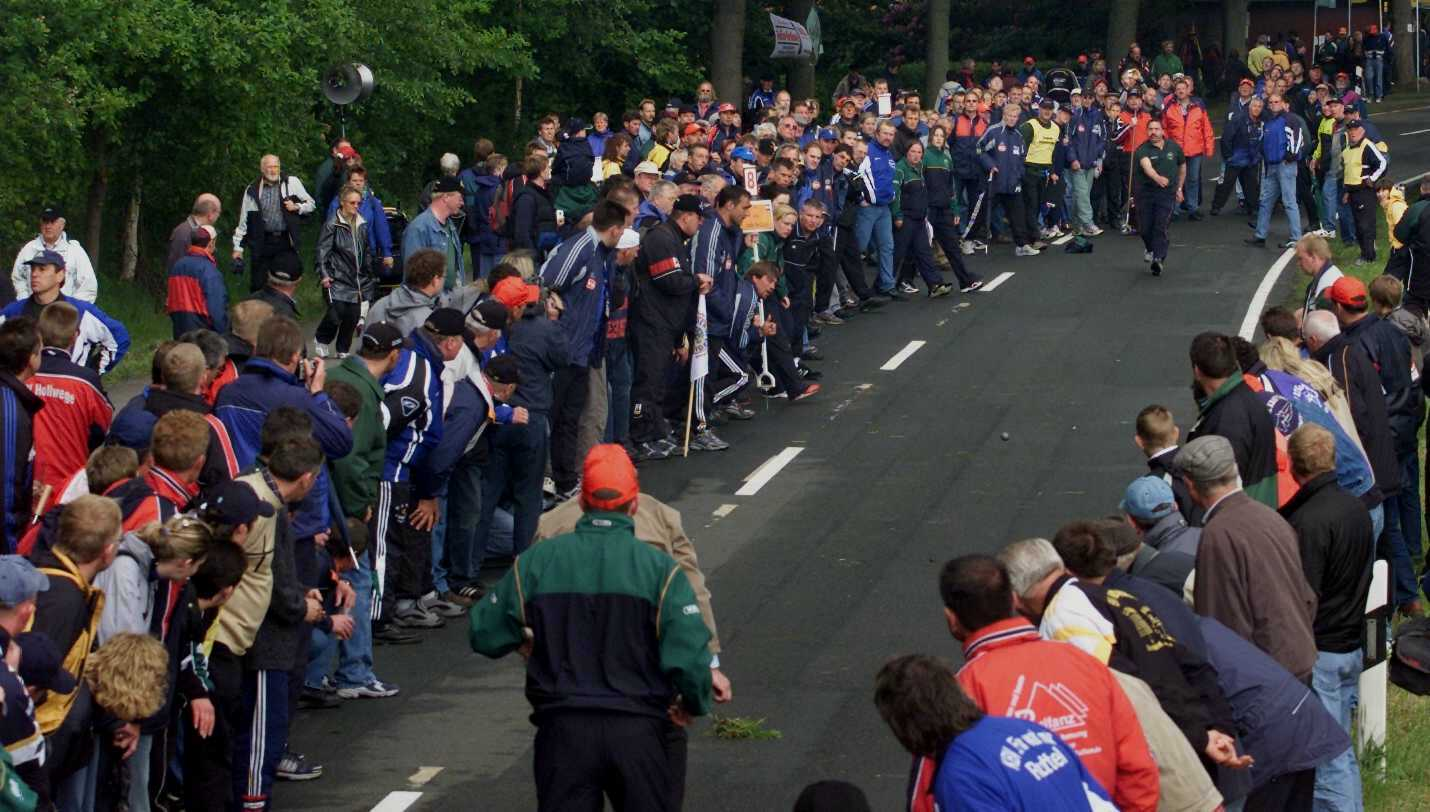
Straßenboßeln bei der Europameisterschaft 2004 in Westerstede

Die IBA ist Ausrichter der Boßel-Europameisterschaft. Sie wird – seit 1980 alle vier Jahre – reihum in einem der Mitgliedsverbände ausgetragen. Gastgeber der Boßel-EM waren bisher Cork (1970, 1977, 1992, 2008), Garding in Schleswig-Holstein (1972, 1984), Jever (1974), Norden in Ostfriesland (1988), Tubbergen in den Niederlanden (1980, 1996), Meldorf in Schleswig-Holstein (2000, 2022), Westerstede in Oldenburg (2004), Pesaro in Italien (2012) und Ootmarsum in den Niederlanden (2016). In der offiziellen Zählung gilt bereits der Wettkampf von Losser im Mai 1969 als Europameisterschaft. Die 16. Boßel-EM sollte ursprünglich 2020 ausgetragen werden, wurde jedoch aufgrund der COVID-19-Pandemie auf 2022 verschoben.